# Abraham Longosiwa
Abraham Longosiwa ist ein kenianischer Leichtathlet, der sich auf den Langstreckenlauf spezialisiert hat.

## Sportliche Laufbahn
Erste Erfahrungen bei internationalen Meisterschaften sammelte Abraham Longosiwa im Jahr 2022, als er bei den Afrikameisterschaften in Port Louis in 29:23,02 min die Bronzemedaille im 10.000-Meter-Lauf hinter den Äthiopiern Mogos Tuemay und Chimdessa Debele gewann. 

## Persönliche Bestzeiten
- 10.000 Meter: 28:35,01 min, 7. Mai 2022 in Nairobi